# NGC 4650A
NGC 4650A је лентикуларна галаксија у сазвежђу Кентаур која се налази на NGC листи објеката дубоког неба.
Деклинација објекта је - 40° 42' 52" а ректасцензија 12h 44m 49,0s. Привидна величина (магнитуда) објекта NGC 4650 износи 13,3 а фотографска магнитуда 14,2. NGC 4650A је још познат и под ознакама ESO 322-69, AM 1242-402, DCL 178, PRC A-5, PGC 42951.